# Gnetum neglectum
Gnetum neglectum är en kärlväxtart som beskrevs av Carl Ludwig von Blume. Gnetum neglectum ingår i släktet Gnetum och familjen Gnetaceae. Inga underarter finns listade i Catalogue of Life.